# Antsiranana
Antsiranana (malagaško Antsiranana; malgaška izgovorjava: [antsʲˈraŋanə̥]), pred letom 1975 imenovano Diego-Suarez, je mesto na skrajnem severu Madagaskarja. Antsiranana je glavno mesto regije Diana. Leta 2020 je imelo ocenjenih 142.467 prebivalcev.

## Zgodovina
V začetku 16. stoletja je portugalska eskadra 13 ladij preplula Indijski ocean; eno od teh ladij je naplavilo in njen kapitan Diego Diaz je bil zato prvi Evropejec, ki je 10. avgusta 1500 odkril Veliki otok. Februarja 1506 je admiral Herman Suarez prepoznal kraj in tako je Antomabokalo, nekdanja prestolnica Ankarane, dobila njegovo ime je Diego Suarez, ki izvira iz dela imena kapitana in imena admirala. Leta 1635 je zaliv pod tem imenom prvič omenil francoski pomorščak Berthelot, avtor orientalskega zemljevida Afrike in Madagaskarja. Leta 1824 je zaliv raziskal angleški hidrograf Owen, nato pa je leta 1833 kapitan Bigeault, poveljnik La Nièvre, potoval po severovzhodni obali, da bi opravil hidrografske raziskave.
V 1880-ih si je zaliv želela Francija, ki si ga je želela kot premogovniško postajo za parnike. Po prvi francosko-hovski vojni je kraljica Ranavalona III. 17. decembra 1885 podpisala pogodbo, s katero je Franciji podelila protektorat nad zalivom in okoliškim ozemljem ter otokoma Nosy-Be in Ste. Marie de Madagaskar.
Francozi so zavzeli svojo novo kolonijo in zaliv Diego Suarez (takrat imenovan tudi zaliv Antomboko). Nato se je imenoval Etablissement français de Diego-Suarez (francoska ustanovitev Diego-Suarez) in je bil pod poveljstvom kapitana fregate Cailleta, ki je ustanovitelj mesta Diego Suarez.
Prve vojašnice so bile zgrajene na Cap Diego. Prvi prebivalci nove kolonije so bili Kreoli z Reuniona in Mavricija, pa tudi iz francoske posesti Toamasina, Nosy Be, Ile Sainte-Marie, Mayotte in Mahajanga.
Pobegli sužnji (Makoas), Antankarana in Sakalava so sestavljali še en velik del prebivalstva. Leta 1886 je kolonija štela 2500 prebivalcev.
Leta 1887 je civilni guverner Froger zamenjal Cailleta. Leta 1888 sta bila koloniji priključena otoka Nosy Be in Ile Sainte-Marie 
Leta 1900 je bila zgrajena železnica Decauville pri Diégo Suarezu.
Druga pacifiška eskadrilja carske Rusije se je leta 1905 zasidrala in ponovno oskrbela pri Diego-Suarezu na poti v bitko pri Cušimi.
21. marca 1909 so bile položene prve opeke stolnice. Leta 1919 je prišlo do epidemije španske gripe, ki ji je leta 1920 sledil izbruh kuge. Kljub temu je imela leta 1925 Provinca de Diego-Suarez 13.695 prebivalcev.
Leta 1942 je bil Diego-Suarez glavni cilj operacije Ironclad, izhodišče zavezniške invazije in zavzetja Madagaskarja. Zavezniki so bili zaskrbljeni, da bo Japonska pritiskala na Vichyjevsko Francijo, da bi dovolila uporabo Madagaskarja, kot so to storili s Francosko Indokino leto prej, in odločili, da otok ne bi smel postati baza za prestrezanje zavezniških ladij. Diego-Suarez s svojim čudovitim pristaniščem in koncentracijo vladnih uradnikov je bil izbran kot začetna točka invazije. Japonci so odgovorili z napadom pritlikavih podmornic na britanske pomorske sile v pristanišču, pri čemer so poškodovali bojno ladjo HMS Ramillies in potopili naftni tanker British Loyalty.
Francija je tudi po malgaški neodvisnosti leta 1960 še naprej upravljala vojaško bazo v mestu. Med letoma 1973 in 1975 so bile francoske sile umaknjene.

## Geografija
Mesto Antsiranana je na rtu Amber (Tendron'i Bobaomby) na severu Madagaskarja. Na zahodu je Mozambiški preliv, na vzhodu pa Indijski ocean. Razprostira se na površini na 47 km².
To mesto, ki velja za najčistejše na velikem otoku, je v zavetju zaliva Diego-Suarez (156 km obale). Je drugo največje pristanišče v državi. Zaliv Antsiranana je pravzaprav sestavljen iz štirih manjših zalivov, ki so:
- Thunder Bay
- zaliv Cailloux Blancs
- Cul de Sac Gallois
- Francoski zaliv (kjer je mesto Diégo-Suarez na rtu)

Ta posebnost skupaj z idealno lego (bližina afriških obal, Mayotte, otočja Komori in otočja Sejšeli) ga naredi za strateško lokacijo, kar pojasnjuje veliko zanimanje francoskih sil za območje, zaradi česar je postalo pomorsko oporišče med kolonizacijo.
Mesto leži na planoti na nadmorski višini približno 50 metrov. Letališče je na nadmorski višini 105 metrov.

### Podnebje
Mesto ima tropsko podnebje s suho sezono z dvema letnima časoma: deževno sezono med decembrom in marcem, s prisotnostjo monsuna, in suho sezono, ki traja osem mesecev, od aprila do novembra, z varatrazo (močan veter zaradi hitrosti do 22 m/s od vzhoda proti severozahodu). Povprečna količina padavin je 125 mm do 390 mm. S povprečno temperaturo, ki se giblje od 26 °C do 26,7 °C v deževnih obdobjih in od 23 °C do 26,4 °C v sušnih obdobjih.

## Prebivalstvo
Čeprav naj bi bilo glavno mesto etnične skupine Antakarana, »tistih s pečin«, je Antsiranana svetovljansko mesto, kjer je raznolikost prebivalstva osupljiva:
- Sakalaves, Antakarana,
- Komorci, Mahorajci
- Arabci
- Indijci
- Antandroy, Antesaka
- Merina, Betsileo, Betsimisaraka
- kitajski, afriški
- Jemenci in Somalci
- Evropejci: Francozi, Italijani, Švicarji

## Urbanizacija
Urbanizacija je potekala v več fazah:
Staro mesto
Vas Antomboko ali Antsiranana lahko štejemo za jedro mesta. Sestavljeno je bilo iz približno dvajsetih malgaških koč, leta 1885 pa jo je odkril François de Mahy. Ta vas je zdaj prerasla v mesto, ki se zdaj širi vse dlje proti jugu.
Novo mesto
S kolonizacijo se je vas postopoma spremenila v mesto. Orientirana je v smeri sever-severovzhod in je razdeljena na dva dela:
- Staro kolonialno mesto: najprej v »Spodnjem mestu«, stisnjenem na štirih hektarjih okoli pristanišča, se je nato razširilo na planoto (rue Colbert, vojaško okrožje, Place Kabary), nato pa v okrožje l'Octroi (rue Lafayette).
- Nova okrožja, ki se širijo proti jugu (Tanambao I do V, Lazaret, Grand Pavois, SCAMA, Ambalavola, Mahatsara, Morafeno itd.), so vsa okrožja, ki se vedno bolj širijo proti Anamakiji in Arrachartu.

## Gospodarstvo
Gospodarstvo temelji predvsem na turizmu in velikih lokalnih podjetjih, kot so STAR, Compagnie Salinière de Madagascar, Secren10, PFOI11. Obstajajo tudi zasebne gospodarske pobude prek MSP/MPE.
Kmetijske dejavnosti se izvajajo v podeželskih fokontany v Anamakiji in Cap Diégu. Oskrbujejo mesto. Razprostirajo se na 1500 hektarjih in pridelujejo riž, mango in izvensezonske pridelke.

## Zavarovana območja
Leta 1999 je občina razglasila »Nosy Lonjo« (île Pain de sucre, severno od mesta, v obliki naravne piramide, vulkanskega izvora z vrhom visokim 122 m, ki se razprostira na 2,14 ha) za dediščino tradicionalnega in ekološkega kulture.
V okolici mesta Diego-Suarez je dostopnih tudi več turističnih krajev, vključno z narodnim parkom Montagne d'Ambre, kjer je tropski deževni gozd, kompleks Oranjia (pomaranče), mesto Anosiravo (francoska gora), plaža Ramena, trije zalivi, novo zavarovano območje Ambodivahibe, grad windsor, jezero Antagnavo ter zaščiteni morski rezervat Nosy Hara in območje Smaragdno morje.